# Boulevard Carnot (Bourg-la-Reine)
Le boulevard Carnot est une voie de communication historique de Bourg-la-Reine dans les Hauts-de-Seine, en France.

## Situation et accès

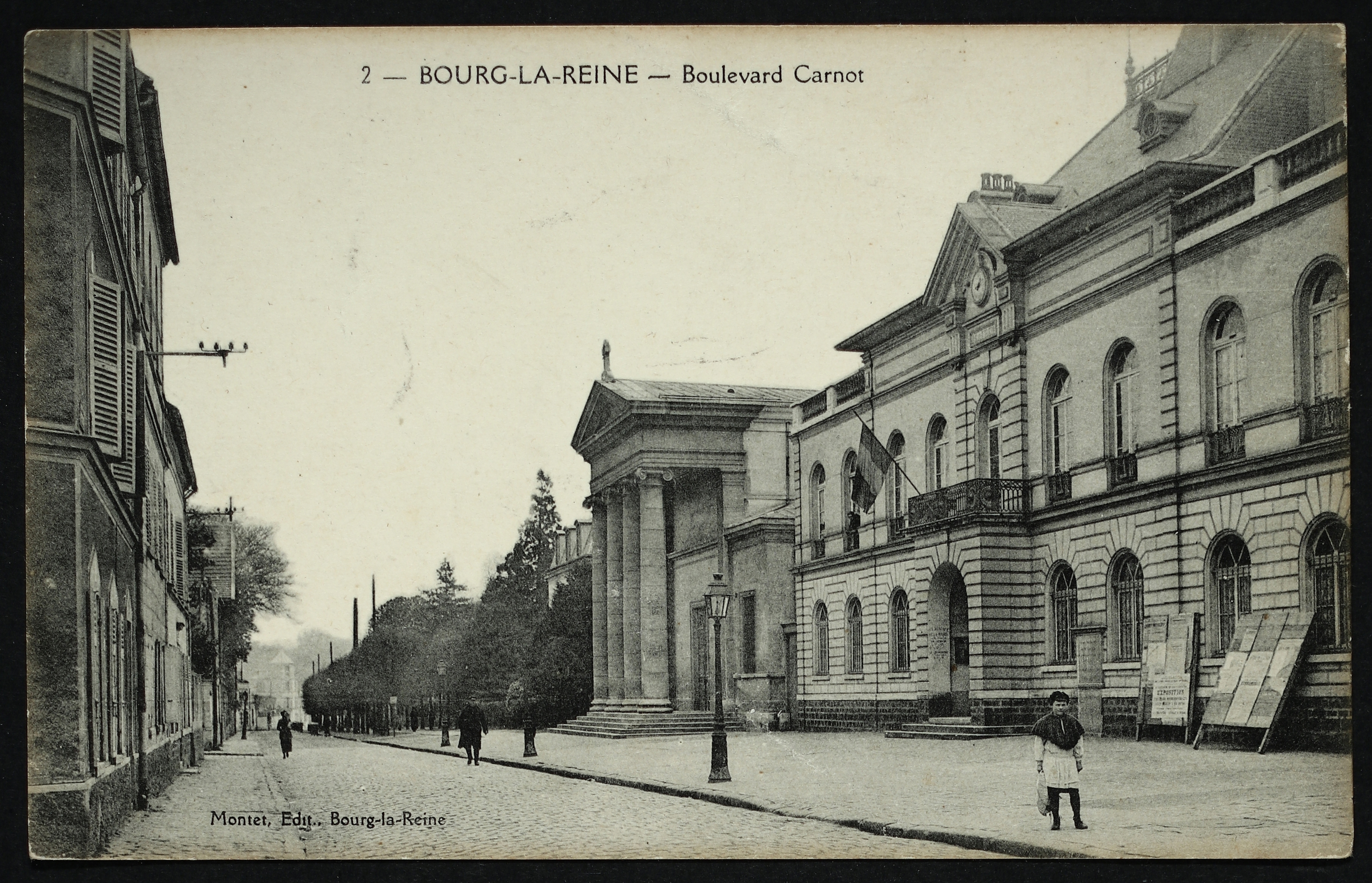
Le boulevard Carnot à Bourg-la-Reine

Allant d'ouest en est, il démarre de la place Condorcet sur l'avenue du Général-Leclerc, puis il rencontre la rue Le Bouvier, l'avenue de la République et la rue Carrière-Marlé, pour se terminer avenue Galois, (avenue Larroumès à l'Haÿ-les-Roses). Il est desservi par la gare de Bourg-la-Reine, via la rue René-Rœckel.

## Origine du nom
Le boulevard doit son nom, depuis le 23 juillet 1894, André Theuriet, étant maire, à Sadi Carnot, président de la République du 3 décembre 1887 à sa mort, assassiné par l'anarchiste Caserio. Le conseil municipal déclara à cette occasion:
« S'associant aux deuil et aux regrets du pays tout entier, prient Madame Carnot d'agréer de leurs sentiments de profonde affliction et de sympathique condoléance.»

## Historique

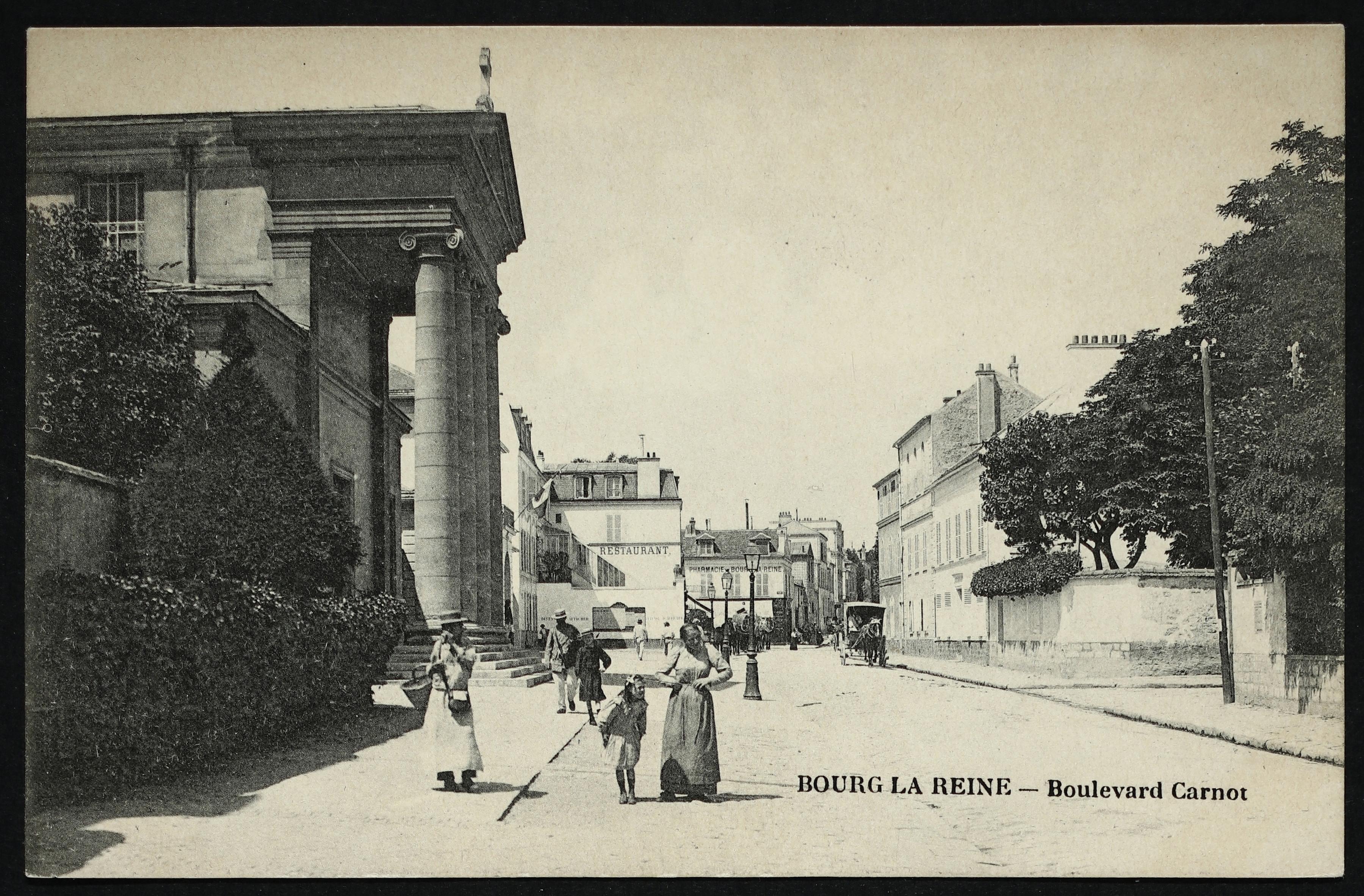
Carte postale du boulevard Carnot.

Avant de porter son nom actuel, cette voie a été appelée voie du Chemin-de-Chevilly, voie du Bourg-la-Reyneau moulin de L'Haÿ, chemin de la Nouvelle-Église et boulevard de l'Église.
Le 19 septembre 1870, le boulevard fut la cible d'un obus prussien.

## Bâtiments remarquables et lieux de mémoire
- Place Condorcet

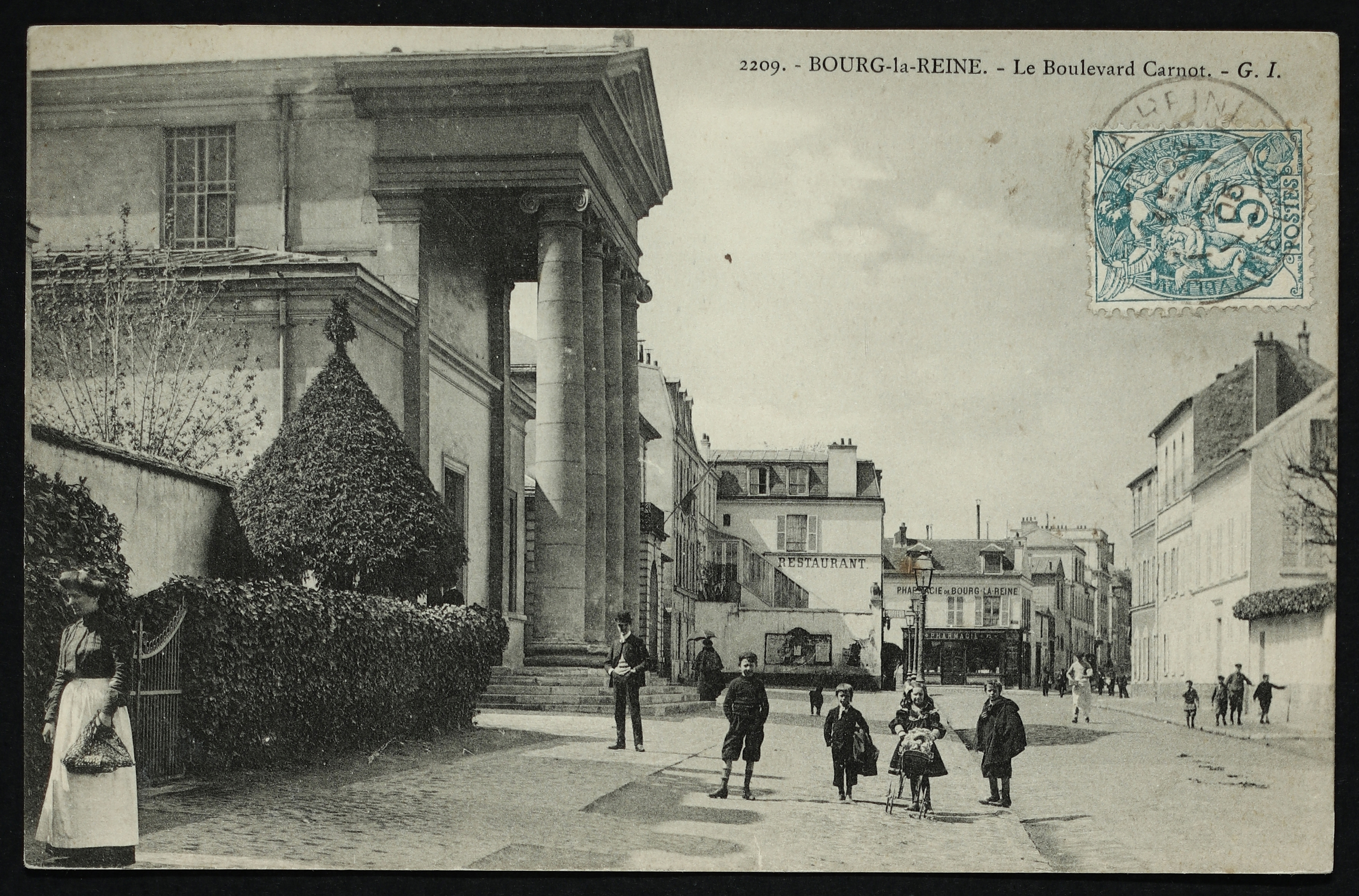
L'église vers 1900.

- no 1 : ancienne école Jeanne-d'Arc, pour les jeunes filles des Sœurs de Saint-Vincent-de-Paul, installées à Bourg-la-Reine depuis 1858, elles s'installèrent dans cette maison quelques années plus-tard qu'elles ne quitteront pas pendant la guerre de 1870, les bâtiments sont devenus depuis la fin des années 1980 une annexe de la mairie.
- no 2 : faisant l'angle se trouvait ici jusqu'en 1820 l'ancien cimetière. Le terrain fut acheté par Laurin, puis construit. Au rez-de-chaussée se trouvait le Café Garceau (Noces et Banquets), devenu depuis une banque. Cet établissement jouxtait un petit poste de police construit en bois.
- no 2 bis : petit immeuble, avec au rez-de-chaussée un commerce de réparation de matériels électriques, puis un photographe. Au premier étage habitait madame Miavril qui portait toujours un petit chapeau à  voilettes avec des cerises,. Elle était professeur de dessin à l'école Jeanne-d'Arc en face.
- no 4:  hôtel de ville de Bourg-la-Reine, construit en 1844 par l'architecte Claude Naissant, et qui aura coûté la somme de 29 842,16 francs. Ce terrain est situé à 56,60 mètres au dessus du niveau de la mer. Elle fut inaugurée le 1er juillet 1845 sous le mandat de maître Edme Marie Jean Baptiste Farcy, notaire et maire de la ville. Elle servit d'école primaire jusqu'en 1889, les cours étant fait dans la grande salle au rez-de-chaussée à gauche. On y installa l'électricité en 1909. Des travaux d'embellissements et de surélévation furent effectués et une nouvelle inauguration fut faite le 19 octobre 1911 sous la mandature d'Albert Candelot[Note 1]
- no 6 : Église Saint-Gilles de Bourg-la-Reine, sur un terrain appartenant à monsieur Barry et à Mme veuve Lafontaine, acheté 1 500 francs, conçue par l'architecte départemental Auguste Molinos (1795-1850), elle fut construite de 1835 à 1837 pour la somme de 49,512 18 francs, et consacrée le 23 mars 1837. La commune comptait à cette époque 1 376 habitants. Agrandie en 1891, et électrifiée en 1910.
- no 6 bis : le presbytère, dont la construction fut décidée à la suite d'une délibération municipale du 10 août 1853. Il fut financé à hauteur de 12 000 francs par le département de la Seine, de 6 000 francs par le legs de Mme veuve Violette, et par la commune pour 4 000 francs, il fut agrandi par la maison vicariale dans les années 1930, fiancé par les paroissiens et réalisé par l'architecte André David.
- no 7 : ici demeurait monsieur Camille Matignon (1867-1934), chimiste, élu à l'Académie des sciences le 1er février 1917, professeur de chimie minérale au Collège de France, membre depuis 1918 de la Société Française de Minéralogie
- no 9 : service technique de la mairie, succède à une maison de retraite.
- no 10 : Médiathèque François-Villon, construite par l'architecte Pascale Guédot en 2014 autre entrée 2-4 rue Le Bouvier.
- Après le numéro 10 se trouve côté pair, la rue Le Bouvier.
- no 11-13 : au n° 11 habitait le docteur Henri Dervieux, adjoint du docteur Charles Paul (1879-1960), médecin légiste. C'est également dans cette maison qu'est mort le peintre Auguste-Antoine Durandeau (1854-1941), et l'adresse aujourd'hui du conservatoire de Bourg-la-Reine avec le n°13[2]. Et au n°13 était la maison de Louis Matruchot (1863-1921, biologiste, cryptogamiste.

Il existait du no 9 au no 13 sur ce vaste terrain une maison de retraite où des enfants juifs furent cachés lors des persécutions de la Seconde Guerre mondiale. Puis fut construit le conservatoire national de musique inauguré en 1990 que dirigea jusqu'en 1992 monsieur Vigneau.
- no 14 :  un abri anti-aérien construit en 1939, et utilisé pour protéger les quatre cents enfants de l'unique école de la ville[3].
- no 15: Maison Blanche, ou se réfugia en octobre 1943, Leopold Trepper, chef du réseau l'Orchestre rouge, service de renseignements de l'URSS, pendant la Seconde Guerre mondiale, avec sa pseudo garde-malade Madame May qui y fut arrêtée. Madame Parrend, directrice de l'établissement et son adjointe ignorant tout des activités de leurs pensionnaires furent tout de même déportées en Allemagne[4]. C'est aujourd'hui un centre de secours.
- no 14 : petit parc à la place d'une ancienne maison de retraite L'Ermitage
- no 16 : ancienne Villa Anne-Marie, maison de campagne de marchands de chaussures parisiens comprenant deux corps de bâtiments. Réquisitionnée pendant la Seconde Guerre mondiale par les Allemands, elle fut achetée par le ministère de l'éducation nationale pour l'Université Paris I et devint l' Institut des Sciences Sociales du Travail[5].
- no 18-20 : école primaire de la République
- no 19 : habitation du docteur Monod, relation de Léon Daudet, venait en vacances chez ses beaux-parents : la famille Allard rue Le Bouvier.
- Après le 19 : l'avenue de la République
- Après le 20 : l'avenue de la République en direction de l'avenue Galois.
- no 21 : maison faisant angle avec la rue de la République, c'était une ancienne blanchisserie.
- no 24 : ici se trouvait une fabrique de bonbons, avant de devenir imprimerie. Au fond de la cour habita madame Péguy à la fin de sa vie avec son dernier fils: Charles-Pierre Péguy.
- no 25 :  la villa Saint-Cyr, construite dans les années 1920 par l'entreprise de Paul Carrière cette villa est la propriété de la ville, et qui abritait le musée Pierre-Adrien Dalpayrat dans la Collection céramique de Bourg-la-Reine[6],[7].
- no 26 : cette maison de retraite fut la maternité du docteur Champeau dans les années 1950
- Après le numéro 28 se trouve la rue Carrière-Marlé
- Après le no 31 : l'avenue de Lattre-de-Tassigny
- no 32 : maison de monsieur Griffisch, conseiller municipal en 1908, dont un de ses descendants, Louis Griffisch, également conseiller municipal, accepta en 1940 le poste de Président de Délégation de 1940 à 1944.
- no 39 : maison de la famille Hoschedé :Maurice Hoschedé (1919-1977)[8], est ingénieur et son épouse, Jacqueline Hoschedé, née Eloy (1925-1997)[8], est femme au foyer. La fille Dorothée est présentatrice à la télévision, ainsi que chanteuse elle a un frère aîné, Jean-François Hoschedé (1946-2009)[8].
- Après le no 41 : la rue Charpentier
- côté impair le Square de la Fontaine-Saint-Or, à l'angle du boulevard Carnot et de l'avenue Galois